# Distribució binomial beta
En teoria i estadística de probabilitats, la distribució binomial beta és una família de distribucions de probabilitat discretes sobre un suport finit de nombres enters no negatius que sorgeixen quan la probabilitat d'èxit en cadascun d'un nombre fix o conegut d'assaigs de Bernoulli és desconeguda o aleatòria. La distribució binomial beta és la distribució binomial en la qual la probabilitat d'èxit en cadascun dels n assaigs no és fixa sinó que s'extreu aleatòriament d'una distribució beta. S'utilitza amb freqüència en l'estadística bayesiana, els mètodes empírics de Bayes i l'estadística clàssica per capturar la sobredispersió en dades distribuïdes de tipus binomial.
El binomi beta és una versió unidimensional de la distribució multinomial de Dirichlet, ja que les distribucions binomial i beta són versions univariades de les distribucions multinomial i de Dirichlet respectivament. El cas especial on α i β són nombres enters també es coneix com a distribució hipergeomètrica negativa.

## Motivació i derivació

### Com a distribució composta
La distribució beta és una distribució conjugada de la distribució binomial. Aquest fet condueix a una distribució composta analíticament tractable on es pot pensar en el {\displaystyle p} paràmetre de la distribució binomial com a extret aleatòriament d'una distribució beta. Suposem que ens interessava predir el nombre de caps, {\displaystyle x} en {\displaystyle n} assajos futurs. Això ve donat per
{\displaystyle {\begin{aligned}f(x\mid n,\alpha ,\beta )&=\int _{0}^{1}\mathrm {Bin} (x|n,p)\mathrm {Beta} (p\mid \alpha ,\beta )\,dp\\[6pt]&={n \choose x}{\frac {1}{\mathrm {B} (\alpha ,\beta )}}\int _{0}^{1}p^{x+\alpha -1}(1-p)^{n-x+\beta -1}\,dp\\[6pt]&={n \choose x}{\frac {\mathrm {B} (x+\alpha ,n-x+\beta )}{\mathrm {B} (\alpha ,\beta )}}.\end{aligned}}}
Utilitzant les propietats de la funció beta, això es pot escriure alternativament
{\displaystyle f(x\mid n,\alpha ,\beta )={\frac {\Gamma (n+1)}{\Gamma (x+1)\Gamma (n-x+1)}}{\frac {\Gamma (x+\alpha )\Gamma (n-x+\beta )}{\Gamma (n+\alpha +\beta )}}{\frac {\Gamma (\alpha +\beta )}{\Gamma (\alpha )\Gamma (\beta )}}.}

### Beta-binomi com a model d'urna
La distribució binomial beta també es pot motivar mitjançant un model d'urna per a valors enters positius d' α i β, conegut com el model d'urna de Pólya. Concretament, imagineu una urna que conté boles vermelles α i boles negres β, on es fan sortejos aleatoris. Si s'observa una bola vermella, llavors dues boles vermelles es tornen a l'urna. De la mateixa manera, si es treu una bola negra, llavors dues boles negres es retornen a l'urna. Si això es repeteix n vegades, aleshores la probabilitat d'observar x boles vermelles segueix una distribució binomial beta amb els paràmetres n, α i β .
Si els sorteigs aleatoris són amb substitució simple (no s'afegeixen boles per sobre de la bola observada a l'urna), aleshores la distribució segueix una distribució binomial i si els sorteigs aleatoris es fan sense substitució, la distribució segueix una distribució hipergeomètrica.